# Primo Feliciano Velázquez
Primo Feliciano Velázquez Rodríguez (Santa María del Río, San Luis Potosí, 6 de junio de 1860 - Ciudad de San Luis Potosí, San Luis Potosí, 19 de junio de 1953) fue un abogado, historiador, investigador, periodista, político, académico y traductor mexicano.  Se especializó en la historia de las apariciones marianas de la Virgen de Guadalupe, en la traducción de las obras de Horacio, en la traducción de textos en idioma náhuatl y en la historia de San Luis Potosí.

## Semblanza biográfica
Fue hijo de Octaviano Velázquez y María de la Concepción Rodríguez. Bajo la dirección y recomendación del párroco Anastasio Escalante, ingresó al Seminario Conciliar Guadalupano Josefino en 1872, en donde cursó Humanidades, Filosofía y Derecho canónico. Completó sus estudios en la Escuela de Derecho, obtuvo el título de abogado en 1880. Impartió clases de latín y de derecho civil en el Seminario Conciliar. 
En 1883 fue cofundador con Francisco de P. Cossió y Peña del periódico La Voz de San Luis, su línea editorial tuvo como objetivo promover la celebración del centenario del nacimiento de Agustín de Iturbide. En el periódico colaboraron Manuel José Othón, Ventura Dávalos y Francisco Asís Castro. La línea editorial causó polémica, por tal motivo, el periódico El Correo de San Luis publicó ataques y sátiras, a los cuales, Velázquez replicaba con artículos serios y aclaraciones pertinentes. El 27 de septiembre de 1883, fecha del centenario de Iturbide, Othón compuso un himno, León Zavala la música y Velázquez preparó un discurso para la ocasión, aunque durante la velada celebrada en el Teatro Alarcón hubo un altercado propiciado por los detractores de Iturbide. Tres meses más tarde, en la localidad de Venado, Velázquez contrajo nupcias con Julia Olivares. 
En enero de 1885, fue cofundador junto con Juan N. Ruelas, José Guadalupe Rostro y Ambrosio Ramírez, del periódico El Estandarte  el cual tuvo vigencia hasta 1912. Dentro de las artículos en este periódico se publicaron fuertes críticas de oposición contra el régimen del gobernador Carlos Díez Gutiérrez, razón por la cual, Velázquez fue encarcelado en varias ocasiones —seis meses la ocasión más prolongada—, y más tarde decidió refugiarse en Estados Unidos. 
Alentado por el canónigo Francisco Peña, incursionó en la investigación histórica de su estado natal, realizando sus búsquedas en archivos, bibliotecas y monumentos prehispánicos. En 1886, fue nombrado miembro correspondiente de la Academia Mexicana de la Lengua; en 1898, de la Sociedad Mexicana de Geografía y Estadística; en 1918, de la Sociedad Científica “Antonio Alzate”; en 1920, miembro de número de la incipiente Academia Mexicana de la Historia, en donde ocupó el sillón N° 20.  Fue, además, fundador de la Academia Mexicana de Santa María de Guadalupe, secretario de la Junta Local de Bibliografía Científica  y socio correspondiente del Instituto Bibliográfico Mexicano.
Como devoto católico, investigó y publicó obras relativas a la historia de las apariciones de la Virgen de Guadalupe. Por otra parte, realizó las traducciones del náhuatl del Nican mopohua, del Códice Chimalpopoca, de los Anales de Cuauhtitlán y la Leyenda de los soles, así como de los Anales de Juan Bautista, manuscrito inédito en náhuatl. Fue elegido diputado por Santa María del Río para la XXIV Legislatura del estado de San Luis Potosí.
En 1945 comenzó su retiro, casi al cumplir los noventa y tres años de edad, murió el 19 de junio de 1953. Sus restos mortales fueron vestidos con ropas de terciario franciscano y presentados en el templo de la Tercera Orden de San Francisco, para después ser sepultados en la Catedral de San Luis Potosí.

## Obras publicadas
- La aparición de Santa María de Guadalupe, en 1931, segunda edición en 1981.
- "Tohuampolucan", discurso, en 1934.
- Códice Chimalpopoca, Anales de Cuauhtitlan y Leyenda de los soles.
- Letras en flor: la cultura en San Luis Potosí en 1904-1905.
- San Francisco, en 1940.
- La historia original guadalupana, en 1945.
- El indio Conín, en 1953.
- Colección de documentos para la historia de San Luis Potosí, en cuatro volúmenes, segunda edición publicada en 1985.
- Historia de San Luis Potosí, en cuatro volúmenes, editada de 1946 a 1948, segunda edición en 1982.
- La Revolución y los cristeros